# Mangangordonite
La mangangordonite è un minerale.